# Voyage dans l'espace-temps
Pour les voyages dans le temps en général, voir Voyage dans le temps.
Voyage dans l'espace-temps (Through the Wormhole) est une série américaine de documentaires scientifiques présentée par l'acteur américain Morgan Freeman. Elle est diffusée aux États-Unis depuis le 9 juin 2010 sur la chaîne spécialisée Science Channel.

## Épisodes

### Première Saison (2010)
La première saison, composée de 8 épisodes, a été diffusée du 9 juin 2010 au 28 juillet 2010 sur Science Channel.
1. Avons-nous un créateur ? (Is There a Creator?)
2. Les Trous noirs (The Riddles of Black Holes)
3. Peut-on voyager dans le temps ? (Is Time Travel Possible?)
4. Au commencement de l'univers (What Happened Before the Beginning?)
5. D'où venons-nous ? (How Did We Get Here?)
6. Sommes-nous seuls ? (Are We Alone?)
7. En quoi sommes-nous réellement faits ? (What Are We Really Made Of?)
8. Au-delà du vide (Beyond the Darkness)

Sources des titres originaux : IMDb

### Deuxième Saison (2011)
La deuxième saison, composée de 10 épisodes, a été diffusée du 8 juin 2011 au 10 août 2011 sur Science Channel.
1. Y a-t-il une vie après la mort (Is There Life After Death?)
2. L'Univers est-il fini ? (Is There an Edge to the Universe?)
3. Le Temps existe-t-il vraiment ? (Does Time Really Exist?)
4. Y a-t-il plus de trois dimensions ? (Are There More Than Three Dimensions?)
5. Existe-t-il un sixième sens ? (Is There a Sixth Sense?)
6. Existe-t-il un univers parallèle ? (Are There Parallel Universes?)
7. L'Équation du tout (How Does the Universe Work?)
8. Plus rapide que la lumière (Can We Travel Faster Than Light?)
9. Une vie sans fin ? (Can We Live Forever?)
10. À quoi ressemble un extraterrestre ? (What Do Aliens Look Like?)

Sources des titres originaux : IMDb

### Troisième Saison (2012)
La troisième saison, composée de 10 épisodes, a été diffusée du 6 mars 2012 au 8 août 2012 sur Science Channel.
1. Premier contact, dernier espoir (Will We Survive First Contact?)
2. Existe-t-il une race supérieure ? (Is There a Superior Race?)
3. L'Univers est-il vivant ? (Is the Universe Alive?)
4. Qu'est-ce qui définit notre identité ? (What Makes Us Who We Are?)
5. Le Néant existe-t-il ? (What Is Nothing?)
6. La Résurrection est-elle possible ? (Can We Resurrect the Dead?)
7. Peut-on éliminer le mal ? (Can We Eliminate Evil?)
8. Mystères du subconscient (Mysteries of the Subconscious)
9. L'Éternité a-t-elle une fin ? (Will Eternity End?)
10. Avons-nous inventé Dieu ? (Did We Invent God)

Sources des titres originaux : IMDb

### Quatrième Saison (2013)
La quatrième saison, composée de 10 épisodes, a été diffusée du 20 mars 2013 au 31 juillet 2013 sur Science Channel.
1. Dieu a-t-il créé la matière? (Is There a God Particle?)
2. Quand la vie débute-t-elle?  (When Does Life Begin?)
3. Pourrons-nous survivre si le soleil s'éteint? (Can We Survive the Death of the Sun?)
4. Comment les extraterrestres pensent-ils? (How Do Aliens Think?)
5. La fin des sexes? (Will Sex Become Extinct?)
6. Peut-on pirater le cerveau? (Can Our Minds Be Hacked?)
7. Les robots sont-ils notre futur? (Are Robots the Future of Human Evolution?)
8. La réalité est-elle réelle? (Is Reality Real?)
9. Le libre arbitre (Do We Have Free Will?)
10. Dieu a-t-il créé l'évolution (Did God Create Evolution?)

Sources des titres originaux : IMDb

### Cinquième Saison (2014)
La cinquième saison, qui est composée de 10 épisodes, est diffusée depuis le 5 mars 2014 sur Science Channel.
1. Les aliens sont-ils à l'intérieur de nous ? (Is God an Alien Concept?)
2. La chance (Is Luck Real?)
3. Quand le temps a-t-il commencé? (When Did Time Begin?)
4. La pauvreté est-elle génétique ? (Is Poverty Genetic)
5. Comment abattre une superpuissance ? (How to Collapse a Superpower?)
6. L'océan est-il un être pensant? (Does the Ocean Think?)
7. Une apocalypse zombie est-elle possible ?  (Is a Zombie Apocalypse Possible?)
8. La gravité est-elle une illusion? (Is Gravity an Illusion?)
9. Deviendrons-nous Dieu? (Will We Become God?)
10. Existe-t-il un univers sombre? (Is There a Shadow Universe?)

Sources des titres originaux : IMDb

### Sixième Saison (2015)
La sixième saison, qui est composée de 6 épisodes, diffusé sur Science Channel.
1. Sommes-nous tous intolérants ? (Are We All Bigots?)
2. Retour vers le passé ? (Can Time Go Backwards?)
3. sommes-nous ici pour un raison ? (Are Here for a Reason?)
4. Est- ce que l’on vit dans la Matrice ? (Do we live in Matrix ?)
5. Les aliens sont-ils à l’intérieur de nous (Are Aliens Inside Us?)
6. Pourquoi mentons-nous (Why Do We Lie?)

Sources des titres originaux : IMDb

### Septième Saison (2016)
1. Comment devient-on un terroriste ? (What Makes a Terrorist?)
2. Adieu la vie privée ? (Is Privacy Dead ?)
3. Existe t- il plus de deux sexes ? (Are There More Than Two Sexes ?)
4. Peut- on devenir un génie ? (Can We All Become A Genius ?)

Sources des titres originaux : IMDb

### Huitième Saison (2017)
1. La force est-elle avec nous  ? (Is Force with Us ?)
2. Peut-on échapper à la mort ? (Can We Cheat Death ?)
3. Peut-on hacker une planète ? ? (Can We hack the  Planet?)
4. La violence peut-elle se comporter comme une arme ? (Is Gun Crime a Virus ?)

Sources des titres originaux : IMDb

## Distribution
- Morgan Freeman (VF : Benoît Allemane) : narrateur